# Angelo Esposito
Angelo Esposito (Casandrino, 14 giugno 1993) è un rugbista a 15 italiano, tre quarti ala del Petrarca.

## Biografia
Nativo di Napoli, si trasferì in Veneto con la propria famiglia da giovanissimo, formandosi nel club del Tarvisium e venendo selezionato nell'Italia Under-17.
Nel 2010 venne selezionato nell'Accademia federale Under-18 di Mogliano Veneto, prima di essere ammesso nel 2011 all'Accademia FIR “Ivan Francescato” di Tirrenia, della cui squadra fu capitano; alla fine del tirocinio nella scuola federale fu ingaggiato dal Benetton in Pro12, dove ebbe modo di mettersi in mostra contro un avversario di prestigio come il Leinster, contro cui marcò una meta e impedì all'ala Lote Tuqiri di realizzarne almeno due.
Già nazionale A nel 2011 con la quale partecipò alla Churchill Cup ed Italia Under-20 tra il 2012 e il 2013, esordì in nazionale maggiore il 1º febbraio 2014 a Cardiff contro il Galles nella giornata d'apertura del Sei Nazioni; il C.T. Jacques Brunel lo inserì nella rosa dei convocati alla Coppa del Mondo di rugby 2015, ma non prese parte alla competizione.

## Palmarès
- Campionati italiani: 2
Petrarca: 2021-22, 2023-24